# Dorota Lorska
Pour les articles homonymes, voir Klein.
Dorota Lorska-Klein (née Goldszajder, le 3 novembre 1913) à Kielce en Pologne et morte le 22 novembre 1965 à Varsovie, est une artiste et médecin, survivante du camp de concentration d’Auschwitz en Pologne.

## Biographie
Elle est née en 1913 à Kielce. Elle est fille de Joseph Goldszajder et de Sarah Carfinkiel. Elle étudie la médecine à Prague à l'université Charles. En 1936, elle part pour l'Espagne et rejoint les républicains comme médecin dans un hôpital à Albacete durant un an et demi. Elle obtient la citoyenneté tchécoslovaque grâce à son mariage fictif en 1937 avec Vilem Klein, mort durant la Seconde Guerre mondiale.
En 1937, elle se porte volontaire en Espagne comme médecin à l’hôpital de Benicàssim, où elle retrouve Hirsch Loberbaum qu'elle avait rencontré à Prague, également engagé dans un hôpital de la Centrale sanitaire internationale.
En 1938, elle arrive en France pour poursuivre ses études.

## Résistance et déportation
En raison de ses activités dans le mouvement de résistance, Dobra Klein est arrêtée par les Brigades Spéciales 2 en juillet 1943, puis internée le 22 juillet 1943 au camp de Drancy. 
Elle arrive à Auschwitz dans la convoi no 58 le 2 août 1943, détenue sous le numéro 52325. Sélectionnée par le docteur Eduard Wirths, elle est affectée comme médecin au Block 10. Elle devient membre de la résistance du block 10, elle transmettait des messages à la centrale de la résistance,. Elle prépare, pour la résistance, des rapports sur les expériences menées au Block 10, connu sous le nom de Rapport Sława Klein, qui fut publié dans la presse clandestine polonaise avant même la fin de la guerre. Elle aide secrètement les prisonnières destinées aux expériences médicales, notamment un groupe de résistantes françaises. Elle est surnommée « Slawka » par ses camarades.

## Libération
Lors de l'évacuation du camp le 18 janvier 1945, les prisonniers sont transférés à Ravensbrück (Allemagne). Gravement malade, Dorota Klein y reste sept jours avant d'être envoyée au camp de Neustadt-Glewe, où elle est libérée le 8 mai 1945.
Après la libération, elle fonde un hôpital pour les prisonnières survivantes, notamment pour les Tchèques, qu’elle aide à retourner à Prague.
Elle prend le nom de Dorota Lorska après la Libération. Après la guerre après un retour par Paris, elle retourne à Prague en 1947. Elle y est accusée de dissidence et réprimée,. Elle retourne à Varsovie en 1956.
À partir de 1960, elle travaille à l'Institut de la tuberculose et des maladies pulmonaires de Varsovie.
En 1964, elle témoigne dans un procès en Grande-Bretagne contre Władysław Dering (de), un ancien médecin d’Auschwitz accusé d’avoir pratiqué des stérilisations forcées.
Elle meurt l'année suivante, le 22 octobre 1965, des suite d'un cancer à Varsovie. Elle est inhumée au cimetière militaire de Powązki à Varsovie.

## Publication
- Block 10 à Auschwitz, New York, 2007[réf. incomplète]